# Martina Hügli
Martina Hügli (* 9. März 1969 in Olten) ist eine Schweizer Lyrikerin.

## Leben
Martina Hügli wuchs in Oxford, Münster und Basel auf. Nach Auslandsaufenthalten in Moskau und Stanford (USA) beendete sie 1994 ihr Studium der Slavistik, Germanistik und Philosophie in Zürich. Im Anschluss war sie im Rahmen eines PhD-Programmes an der University of California in Los Angeles tätig. Von 1998 bis 2002 absolvierte sie eine Eurythmie-Ausbildung in Dornach. Ihre Gedichte wurden in Literaturzeitschriften und Anthologien veröffentlicht. Martina Hügli lebt und arbeitet in Basel.

## Einzelpublikationen
- Nicht gegen uns selbst immun. Axel Dielmann Verlag, Frankfurt am Main 1998.
- am ohrenäquator. Axel Dielmann Verlag, Frankfurt am Main 2000.[2]

## Auszeichnungen (Auswahl)
- 1996 Werkbeitrag des Kantons Basel Stadt und der Pro Helvetia
- 1997 Aufenthaltsstipendium des Literarischen Colloquiums Berlin
- 1998 Werkjahr des Kantons Solothurn
- 1999 Nominiert für den Leonce-und-Lena-Preis